# Personaggi di Fire Force

I personaggi principali dell'Ottava Brigata Speciale. Da sinistra verso destra: Iris, Shinra, Akitaru, Arthur, Hinawa e Maki

Questa è una lista dei personaggi di Fire Force, manga scritto e disegnato da Atsushi Ōkubo.

## Organizzazioni delle Brigate Speciali

### Ottava Brigata Speciale

Copertina del primo volume dell'edizione italiana (versione Variant), raffigurante Shinra, Arthur ed Iris

Formata da una proposta dei Vigili del fuoco, è l'unica col compito di indagare sui comportamenti sospetti delle altre Brigate oltre che combattere gli Infernali, la squadra è composta da membri fidati scelti dal capitano Obi.
Shinra Kusakabe (日下部 森羅?, Kusakabe Shinra)
Doppiato da: Gakuto Kajiwara, Maaya Sakamoto (da bambino) (ed. giapponese), Andrea Oldani, Valentina Pallavicino (da bambino) (ed. italiana)
Il protagonista della serie. Shinra è un pirocineta di terza generazione che si è unito all'Ottava Brigata Speciale per raggiungere il suo obiettivo di salvare la gente ed è determinato a scoprire la causa della morte della sua famiglia dodici anni prima (quando aveva promesso di diventare un eroe). Come pirocineta di terza generazione, usa un potere chiamato Impronta del Diavolo (悪 魔 の 足跡?, Akuma no Ashiato, Orme del demonio nel doppiaggio dell'anime), che gli permette di aumentare la forza delle gambe tramite fiammate emesse dai piedi, consentendogli cosi di saltare, volare e tirare potenti calci; in tale ambito usa lo stile di combattimento brasiliano capoeira. La sua abilità viene potenziata quando usa l'Adolla Burst, diventando capace di muoversi alla velocità della luce mentre dissolve momentaneamente il suo corpo, rivelando di essere il Quarto Pilastro di risveglio che l'Evangelista cerca. Con un ulteriore addestramento, Shinra impara a creare un'esplosione di fuoco rapida e nitida con le sue dita. In seguito si allena a usare quel potere e il suo Adolla Link, imparando gradualmente di essere un prodotto del desiderio inconscio dell'umanità di opporsi all'Evangelista. Shinra soffre di una condizione nota come risata nervosa, che lo spinge a sorridere durante le situazioni tese o impaurite che a sua volta lo fanno sembrare minaccioso. Alla fine sconfigge l'Evangelista sviluppando la risonanza dell'anima da utilizzare con i poteri di alterazione della percezione di Adolla per assorbire temporaneamente la sua famiglia per diventare Shinrabashoman e riavvia il mondo in uno governato dalla sua creazione Shinigami, che ha creato Death the Kid a sua immagine anni dopo.
Arthur Boyle (アーサー・ボイル?, Āsā Boiru)
Doppiato da: Yūsuke Kobayashi (ed. giapponese), Ezio Vivolo, Patrizia Mottola (da bambino) (ed. italiana)
Arthur è un pirocineta di terza generazione che crede di essere un re, abbandonato dai suoi genitori che sono partiti per viaggiare per il mondo dopo che il loro piccolo ristorante è stato raso al suolo. È un soldato di fuoco eccezionalmente forte,  e la sua abilità di accensione si basa sulla sua immaginazione, che gli consente di fabbricare e controllare il plasma che usa nella formazione della sua spada Excalibur, permettendogli di tagliare, maneggiare e manipolare l'elettricità. Tende ad avere problemi a distinguere la realtà e si autoproclama "Re dei cavalieri". Più è distaccato dalla realtà, più diventa potente. Lui e Shinra hanno sviluppato un'aspra rivalità nei loro giorni di allenamento, che non è scomparsa anche dopo che entrambi si sono uniti alla stessa compagnia, anche se si è attenuata da allora. Durante la battaglia finale contro le Cappe Bianche, grazie alle sue delusioni aumentate da Adola che fuoriesce dal Grande Cataclisma, Arthur sconfigge Dragon in una dura battaglia che termina con lui ferito a morte e alla deriva fuori dall'orbita terrestre mentre inconsapevolmente infonde la vita in Excalibur.
Maki Oze (尾瀬 茉希?, Oze Maki)
Doppiata da: Saeko Kamijō (ed. giapponese), Elisa Giorgio (ed. italiana)
Ragazza appartenente alla seconda generazione, ex-membro dell'esercito di Tokyo prima di unirsi alla compagnia per aiutare meglio gli altri. Suo padre è il generale Danro Oze delle forze armate imperiali di Tokyo e suo fratello Tagiki è un primo tenente della divisione investigativa criminale. Usa i suoi poteri di seconda generazione per creare palle di fuoco viventi che usa anche per alimentare le sue armi proiettili di Iron Owl, oppure per manipolare gli incendi già appiccati; è inoltre assai abile nel combattimento corpo a corpo. Mentre ha solitamente un contegno gentile, si infuria quando qualcuno la definisce orco o un gorilla (a causa del suo fisico muscoloso) e la sua personalità e lo stile di combattimento diventano più aggressivi.
Iris (アイリス?, Airisu)
Doppiata da: Mao Ichimichi (ed. giapponese), Giulia Maniglio (ed. italiana)
Una suora della Chiesa del Sacro Sol, sopravvissuta ad un incendio.  Iris è entrata a far parte della Special Fire Force come medico. È irremovibile nella sua fede e di solito dà preghiere agli Infernali morenti come modo per alleviare i loro ultimi momenti di sofferenza. È inizialmente tra i pochi membri dell'Ottava Brigata a non avere poteri. In seguito, Iris si rivela essere un soggetto negli esperimenti di Suor Sumire che coinvolgono gli Infernali di tipo Doppelgänger, diventando di conseguenza l'ottavo pilastro. Sumire rivela infatti che Iris è il Doppelgänger del primo pilastro, Amaterasu, cosa che le conferisce la capacità di garantire a se stessa e ai suoi alleati un livello di immunità alle fiamme senza precedenti, che si manifesta come un'aura protettiva di calore attorno a coloro che l'abilità sta influenzando. Sembra che questa capacità dipenda dalle preghiere di Iris e dalla sua connessione con il regno di Adolla.
Akitaru Ōbi (桜備 秋樽?, Ōbi Akitaru)
Doppiato da: Kazuya Nakai (ed. giapponese), Patrizio Prata (ed. italiana)
Comandante dell'Ottava Brigata, è tra i pochi membri a non avere poteri, ma si è allenato al massimo delle condizioni umane, da potersi avvicinare agli Infernali mentre combatte contro di loro, svolgendo il ruolo di scudo durante gli scontri. Normalmente calmo e allegro, può diventare furioso in un istante se incontra qualcuno che gioca con la vita umana. È anche ben consapevole del fatto che "mettere a riposo" un Infernale era solo un'alternativa migliore per la parola "uccidere", così consigliò ai membri più giovani della sua compagnia di non mostrare le loro armi in pubblico quando si trattava di un'emergenza, specialmente quando un conoscente di un Infernale è in giro. Ex pompiere che ha preferito disobbedire agli ordini per salvare le vittime, per tale motivo è stato decorato più volte e allo stesso tempo spogliato delle onorificenze
Takehisa Hinawa (火縄 武久?, Hinawa Takehisa)
Doppiato da: Ken'ichi Suzumura (ed. giapponese), Diego Baldoin (ed. italiana)
Tenente dell'Ottava Brigata appartenente alla seconda generazione che manipola le sue fiamme attraverso l'uso delle sue armi da fuoco, controllando la potenza, la velocità e la traiettoria dietro i suoi attacchi (i proiettili possono anche rimbalzare o curvare). È stoico, severo e schietto con le sue parole e non è mai visto sorridere, ma si prende cura dei suoi alleati come mostra le sue interazioni con Shinra e Maki, è sorprendentemente un buon cuoco e pilota del mezzo blindato della squadra. Durante la sua permanenza nell'esercito di Tokyo, incontrò Maki, che in seguito avrebbe reclutato nella compagnia dopo aver lasciato l'esercito, e fu testimone della morte del suo migliore amico che si era improvvisamente trasformato in Infernale, ha scelto di unirsi all'Ottava Brigata solo perché si fida di Obi.
Tamaki Kotatsu (環 古達?)
Doppiata da: Aoi Yūki (ed. giapponese), Giada Bonanomi (ed. italiana)
Pompiere di prima classe con poteri di terza generazione, il suo potere Nekomata le fa spuntare orecchie e un paio di code infuocate da gatto, che le consentono di afferrare e attaccare, oltre ad amplificare i sensi, potenza fisica e agilità. Perché il suo potere funzioni, gira in abbigliamento succinto, che unito al suo essere estremamente maldestra, dà vita a scenette imbarazzanti da lei stessa definite "la maledizione attira palpatine", che spesso la porta a perdere gran parte dei suoi vestiti, rimanendo quasi nuda sul campo di battaglia (in un'occasione, le restano solo guanti e calze come unici indumenti). Un tempo pompiere e sorella della Compagnia 1 fino a quando non si rese conto di essere stata usata come strumento per i crimini di Rekka Hoshimiya, e si fece trasferire alla Compagnia 8 dopo la sua sospensione. Sviluppa dei sentimenti per Shinra dopo che quest'ultimo l'ha salvata da Rekka, ma in seguito inizia ad avvicinarsi a Juggernaut.
Victor Licht (ヴィクトル・リヒト?, Vikutoru Rihito)
Doppiato da: Daisuke Sakaguchi (ed. giapponese), Alessandro Pili (ed. italiana)
Inizialmente responsabile della ricerca incendiaria delle industrie di Hajima, prima di ottenere una posizione nella compagnia a causa di un ordine del governo, Victor è uno scienziato pazzo ossessionato dall'Adolla Burst. È anche associato a Joker. Nonostante sia moralmente ambiguo, le sue intenzioni egoistiche non lo dissuadono dall'aiutare i suoi nuovi compagni.
Vulcan Joseph (ヴァルカン・ジョゼフ?, Varukan Jozefu)
Doppiato da: Taku Yashiro (ed. giapponese), Federico Viola (ed. italiana)
Un ingegnere estremamente talentoso che in origine non voleva avere nulla a che fare con la Fire Force, dato che incolpava il dott. Giovanni per il fatto che suo padre e suo nonno si fossero misteriosamente trasformati in infernali dopo che erano stati reclutati da lui. La sua famiglia ha una storia amara con le industrie di Haijima quando hanno sviluppato il reattore Amaterasu e hanno interrotto i legami con l'azienda dopo aver appreso la sua fonte di energia. Fu solo dopo che Giovanni rubò la Chiave dell'Amaterasu che la sua famiglia custodì per secoli che Vulcan decide di rompere il voto e di unirsi alla Compagnia 8 per proteggere la sua nuova famiglia e sistemare le cose con Giovanni.
Lisa Isaribe (リサ・漁辺?, Risa Isaribe) / Feeler (フィラー?, Firā)
Doppiata da: Ayaka Asai (ed. giapponese), Katia Sorrentino (ed. italiana)
Una ragazza che è stata accolta da Vulcan e trattata come un membro della sua famiglia dopo aver assistito alla morte dei suoi genitori per mano di un infernale. In realtà è un agente dell'Evangelista e tradisce Vulcan su ordine del Dr. Giovanni. La sua abilità di terza generazione gli consente di manifestare tentacoli di fuoco per vari scopi. Lisa riprende il suo incarico di Cavaliere delle Ceneri fino a quando la Compagnia 8 non si avventura nel Nether, e viene usata da Giovanni come ostaggio prima di essere abbandonata da quest'ultimo. Si unisce alla Fire Force poco dopo, e in seguito supera la sua paura di Giovanni per aiutare Vulcan a combatterlo.
Yu (ユウ?, Yu)
Doppiato da: Shoya Chiba (ed. giapponese), Andrea Rotolo (ed. italiana)
Yū è un ragazzo che lavora come apprendista di Vulcan nel suo laboratorio. Quando Shinra, Arthur e Iris si recano a trovare Vulcan, vengono allontanati, ma Yū ascolta la loro storia e decide di lasciarli entrare per vedere Vulcan. Più tardi, Giovanni ferisce Yū per convincere Vulcan a consegnargli la chiave dell'Amaterasu. Dopo l'attacco, Yū viene inviato in ospedale per riprendersi, e in seguito si unisce alla brigata. Durante la battaglia finale, Giovanni ha impiantato un insetto parassita nel corpo di Yū e prende il sopravvento dopo che il suo corpo precedente è stato distrutto da Vulcan. Ma Yū viene salvato da Arthur, che rimuove il parassita senza alcun danno al cervello di Yū.

### Prima Brigata Speciale
Compagnia composta da adepti nella Chiesa del Sacro Sol, con giurisdizione nel distretto di Shinjuku.
Leonard Burns (レオナルド・バーンズ?, Reonarudo Bānzu)
Doppiato da: Taiten Kusunoki (ed. giapponese), Massimiliano Lotti (ed. italiana)
Capitano della Prima Brigata, è l'uomo che salvò Shinra da bambino, ma che nasconde dei segreti, rivelandogli gradualmente che l'evento fu causato dall'Evangelista. Indossa anche una benda sull'occhio destro come risultato dell'esperienza di un Adolla Link quando Joker era il suo aiutante, distruggendo la sua fede nella Chiesa del Sacro Sol. Successivamente, incontratosi con Joker, lo reindirizza per indagare sulle Industrie di Hajima per avere un'idea della cospirazione all'interno dell'Impero di Tokyo. Dopo essere stato costretto dalla Santa Sede e dall'imperatore a lavorare con le Cappe Bianche, Burns affronta Shinra e Joker, da cui viene sconfitto dopo una dura lotta. Al termine dello scontro viene ucciso da un infernale di tipo Doppelganger. L'abilità di accensione pirocinetica di Leonard si chiama Voltage Nova. Usandola, può bruciare le fiamme all'interno del suo corpo come una fornace per aumentare le sue capacità fisiche con energia termica.
Karim Flam (カリム・フラム?, Karimu Furamu)
Doppiato da: Kazuyuki Okitsu (ed. giapponese), Mattia Bressan (ed. italiana)
Tenente sacerdote della prima brigata, pirocineta di seconda generazione. Riesce a trasformare il calore in ghiaccio, anche se lo nasconde dicendo che riesce a farlo grazie alla tromba che porta con sé. Ha uno strano modo di parlare, riciclando le stesse parole e frasi nella stessa frase, ma è determinato e dedito alla causa della Fire Force.
Rekka Hoshimiya (烈火 星宮?, Rekka Hoshimiya)
Doppiato da: Tomokazu Seki (ed. giapponese), Jacopo Calatroni (ed. italiana)
Tenente sacerdote della prima brigata, pirocineta di terza generazione. Riesce ad infuocare i suoi pugni in modo da sferrare colpi portentosi. In realtà è un agente dell'Evangelista, che si è infiltrato nella Compagnia 1 in modo da poter trovare persone con l'Adolla Burst durante la creazione di Infernali artificiali, accennando di essere dietro il fuoco che ha distrutto l'orfanotrofio di Iris. Alla fine fu scoperto e catturato da Karim dopo essere stato spinto al limite da Shinra, e rapidamente messo a tacere da Arrow pochi istanti dopo. Tamaki è innamorata di lui, ma cambia i suoi sentimenti quando scopre la sua vera natura.
Foien Li (フォイェン・リィ?, Foyen Rī)
Doppiato da: Satoshi Hino (ed. giapponese), Paolo De Santis (ed. italiana)
Il prete principale della Compagnia 1, che è stato ferito da Arrow in combattimento, perdendo l'uso di un braccio. Dopo la morte di Burns, diventa il nuovo capitano delle brigata. Foien è un pirocinetico di terza generazione che gli garantisce la capacità di generare le proprie fiamme. Usando il combattimento corpo a corpo in combinazione con la sua abilità, è in grado di uccidere gli Infernali con facilità, usando movimenti molto rapidi e precisi.
Onyango (オニャンゴ?)
Doppiato da: Katsuhisa Hōki (ed. giapponese), Cesare Rasini (ed. italiana)
Un prete in pensione che ha ripreso la sua posizione nella Compagnia 1 dopo la morte di Rekka e l'infortunio di Foien. Nonostante sia stato costretto al ritiro, Onyango è perfettamente disposto ad abbracciare il suo vecchio ruolo. Ha una grande comprensione di ciò che guida l'enigmatico e stoico capitano, mentre Burns e gli altri membri della Compagnia 1 sembrano tenerlo in grande considerazione. Onyango insieme alla Compagnia 1 e Leonard, ha partecipato all'incidente che ha coinvolto la casa di Mari Kusakabe in fiamme.

### Seconda Brigata Speciale
È composto da militari che rispondono all'esercito di Tokyo.
Gustav Honda (グスタフ 本田?, Gusutafu Honda)
Doppiato da: Takaya Hashi (ed. giapponese), Marco Balbi (ed. italiana)
Capitano della seconda brigata, è un pirocineta di terza generazione, che ha risvegliato la capacità di produrre fiamme dal suo cuoio capelluto. Può usare queste fiamme per respingere oggetti, come detriti che cadono, con un solo colpo di testa. Ha anche un'incredibile forza fisica. Si comporta come un serio militare, ed è molto fedele a Raffles III. Questi due tratti creano tensione quando Gustav interagisce con il capitano Benimaru, rilassato e irrispettoso.
Takeru Noto (武 能登?)
Doppiato da: Katsuyuki Konishi (ed. giapponese), Simone Marzola (ed. italiana)
Soprannominato Juggernaut (ジャガーノート?, Jagānōto), è un pirocineta di terza generazione nativo della penisola cinese che può formare le sue fiamme varie armi, di solito esplosivi come missili. Ironia della sorte, è pirofobico e si è arruolato nella Fire Force solo per diventare normale. Ha una cotta per Tamaki.

### Terza Brigata Speciale
È una delle due compagnie di vigili del fuoco fortemente influenzata dalle industrie di Haijima. La compagnia più corrotta e insensibile delle otto, molti dei suoi membri sono in realtà agenti infiltrati dell'Evangelista guidati dal dott. Giovanni, fino a quando quest'ultimo fu costretto a fuggire. Lo scandalo è stato coperto dalle industrie di Hajima, ma molti membri della brigata 3 sono partiti per seguire il dott. Giovanni, il che implica che la maggior parte dei suoi membri erano infiltrati.
Dr. Giovanni (Dr.ジョヴァンニ?, Dokutā Jovanni)
Doppiato da: Yutaka Aoyama (ed. giapponese), Oliviero Corbetta (ed. italiana)
Un uomo che indossa la maschera da medico della peste, discendente di coloro che due secoli prima posero il Primo Pilastro ad Ameratersu. Avendo sviluppato un interesse per gli insetti infernali, si è trasformato in una creatura insetto che usa i corpi altrui per prolungare la sua vita in modo da poter assistere al mondo inghiottito da Adolla. In passato, lavorò come apprendista del nonno di Vulcan in modo da recuperare la chiave di Amaterasu dalla famiglia Joseph prima di lavorare per Haijima dopo aver trasformato in infernali il nonno e il padre di Vulcan. Giovanni ha usato la sua influenza per infiltrarsi nella Fire Force come comandante della terza brigata. Si unisce alle Cappe Bianche dopo aver preso la chiave di Amaterasu da Vulcan, mentre il suo corpo ospite, che ha modificato in un cyborg, diventa gradualmente più simile a un insetto. Una volta completati i preparativi per il cataclisma, Giovanni procede a sbloccare il nucleo del reattore con Charon, Ritsu e Dragon. Mentre il corpo di Giovanni viene distrutto da Vulcan e Lisa, ha impiantato un insetto parassita che trattiene la sua coscienza nel cervello di Yu per completare la sua missione. Ma Giovanni viene distrutto per sempre da Arthur che usa Excalibur per estrarre il parassita lasciando Yu illeso.
Flail (フレイル?, Fureiru)
Doppiato da: Kenji Nomura (ed. giapponese), Marco Balzarotti (ed. italiana)
Un uomo di mezza età al servizio dell'Evangelista che ha la capacità di creare un mazzafrusto di fuoco. Si infiltra nella Compagnia 3, e viene inviato da Giovanni ad uccidere Vulcan. Viene in seguito sconfitto da Maki durante l’assalto dell’ottava brigata al Nether.
Mirage (ミラージュ?, Mirāju)
Doppiato da: Susumu Chiba (ed. giapponese), Luca Ghignone (ed. italiana)
Un giovane uomo al servizio dell'Evangelista che ha la capacità di creare molteplici miraggi aumentando la temperatura dell'aria circostante. Si infiltra nella Compagnia 3, e viene inviato da Giovanni ad uccidere Vulcan. Viene in seguito ucciso da Arthur durante l’assalto dell’ottava brigata al Nether.

### Quarta Brigata Speciale
Risponde all'agenzia per la difesa antincendio e supervisiona la scuola di addestramento delle forze speciali.
Sōichirō Hague (蒼一郎・アーグ?, Sōichirō Āgu)
Doppiato da: Chō (ed. giapponese), Riccardo Rovatti (ed. italiana)
Capitano della quarta brigata, è uomo anziano con capelli corti e chiari e tre cicatrici sul viso, ricevute durante un Adolla Link. A causa di tale incidente, ha finito col perdere la fede nella Chiesa del Sacro Sol e ha sviluppato un'ossessione per l'Adolla Burst. Non possiede abilità pirocinetiche, ma è un esperto di strumenti antincendio e riesce ad usarli in combattimento. Viene ucciso da Gold.
Purt Co Pan (パート・コ・パーン?, Patto Ko Pān)
Doppiato da: Daisuke Ono (ed. giapponese), Lorenzo Scattorin (ed. italiana)
Un istruttore presso la scuola di addestramento speciale dei vigili del fuoco e pirocineta di terza generazione, che tramite il suono del fischietto può aumentare la resistenza al calore di un individuo per ridurre la quantità di danno che subisce dalle abilità di accensione. Può anche aumentare i poteri di altri pirocinetici e persino aumentare la forza fisica e la resistenza di se stesso e degli altri a livelli sovrumani. Dopo la morte di Soichiro, diventa il nuovo capitano della brigata.
Ogun Montgomery (オグン・モンゴメリ?, Ogun Mongomeri)
Doppiato da: Makoto Furukawa (ed. giapponese), Andrea La Greca (ed. italiana)
Pirocineta di terza generazione e compagno di classe di Shinra e Arthur, la sua abilità di accensione gli permette di creare lance di fuoco e di tatuare letteralmente il fuoco sul proprio corpo per aumentare le sue capacità fisiche.

### Quinta Brigata Speciale
È una delle due compagnie di vigili del fuoco fortemente influenzata dalle industrie di Haijima a causa delle ricerche condotte da Hibana.
Princess Hibana (プリンセス 火華?, Purinsesu Hibana, Principessa Hibana nel doppiaggio dell'anime)
Doppiata da: Lynn (ed. giapponese), Beatrice Caggiula (ed. italiana)
Comandante e scienziata del battaglione della compagnia 5, è una delle suore sopravvissute della Chiesa del Sacro Sol accanto a Iris. L'esperienza l'ha resa un'atea sadica e facendole offrire i suoi servizi alle industrie di Haijima al fine di salire di livello, essendo inizialmente antagonista alla Compagnia 8 fino a quando la sua sconfitta da parte di Shinra l'ha resa un'alleata del gruppo, oltre a sviluppare sentimenti per Shinra. Come cinetica di terza generazione in grado di manipolare il calore, la sua abilità di accensione "Clematide" le permette di creare e manipolare fiamme simili a fiori che bruciano al contatto.
Tōru Kishiri (トオル 岸理?)
Doppiato da: Kengo Kawanishi (ed. giapponese), Vito Ventura (ed. italiana)
Soldato di fuoco di terza generazione della quinta brigata e pirocineta di terza generazione, che ha la capacità di creare esplosioni riempiendo il vuoto interno di un palloncino di gomma da masticare con gas infiammabile. È fortemente supponente, arrogante e vanaglorioso, portandolo a insultare persone, come Akitaru, che non hanno la capacità di manipolare le fiamme.
5th Angels Three (5thエンジェルス3?)
Sono un gruppo di 15 donne divise in gruppi da 3, sono caratterizzate dall'essere vestite in modo identico ed una di esse è un soldato di fuoco di terza generazione.
Setsuo Miyamoto (節男 宮本?)
Doppiato da:: Kanehira Yamamoto (ed. giapponese), Luca Ghignone (ed. italiana)
Un vigile del fuoco omicida che si è trasformato in un Infernale durante il processo in cui è stato trovato innocente, andando su tutte le furie finché non è stato sconfitto da Shinra e portato dalla Compagnia 5 per la sperimentazione. Successivamente partecipa alla lotta tra le Compagnie 5 e 8 dove viene distrutto da Arthur.

### Sesta Brigata Speciale
È un ramo della Fire Force che tende a prendersi cura di coloro con abilità di pirocineti che sono rimasti feriti durante le loro funzioni.
Kayoko Huang (火代子 黄?, Kayoko Hoan)
Doppiata da: Sayaka Ōhara (ed. giapponese), Valentina Pollani (ed. italiana)
Comandante del battaglione della sesta brigata. La sua abilità di accensione le consente di curare gli altri da lesioni e malattie, oltre a eliminare qualsiasi dolore avvertito durante la procedura.
Asako Hague (アサコ・アーグ?, Asako Āgu)
Doppiata da: Hisako Kanemoto (ed. giapponese), Martina Felli (ed. italiana)
Tenente e infermiera, è anche una pirocinetica di seconda generazione e nipote di Sōichirō Hague.

### Settima Brigata Speciale
È una succursale della Fire Force con sede nel distretto di Asakusa che è iniziata come un corpo di vigili del fuoco vigilanti fino a quando non hanno ricevuto il riconoscimento ufficiale da parte delle autorità e sono state riformate in una nuova compagnia della Fire Force.
Shinmon Benimaru (新門 紅丸?)
Doppiato da: Mamoru Miyano (ed. giapponese), Alessandro Fattori (ed. italiana)
Comandante del battaglione della Compagnia 7, conosciuto come "il distruttore di Asakusa" è considerato il più forte vigile del fuoco in circolazione. Ha una personalità instabile e scontrosa, normalmente ha un'espressione laconica e ha una pupilla circolare concentrica e una pupilla a forma di croce, è l'unico pirocineta ibrido di cui si abbia notizia, possiede infatti sia i poteri di seconda che di terza generazione, ciò lo rende capace di scatenare una devastante potenza di fuoco in quanto può sia generare le fiamme, che controllarle. Benimaru è anche un maestro di arti marziali. Durante il Cataclisma è costretto a combattere il suo Doppleganger, nato come manifestazione delle dicerie sulla sua persona e di conseguenza potentissimo, sconfiggendolo istantaneamente e dimostrando così di essere molto più forte di quanto avesse mai fatto credere agli altri.
Sagamiya Konro (相模屋 紺炉?)
Doppiato da: Tomoaki Maeno (ed. giapponese), Matteo Brusamonti (ed. italiana)
Secondo al comando della Compagnia 7. Konro è molto leale verso il suo capitano, ma al suo contrario, è una persona molto diplomatica e cordiale quando ha a che fare con gli estranei. Soffre di Tephrosi, una condizione che gli ha danneggiato permanentemente parti del suo corpo attraverso l'incenerimento dopo aver assorbito tutta la forza da un potente Infernale quando ha salvato Benimaru. La sua abilità di terza generazione gli permette di incendiare le spalle e gli avambracci, permettendogli di dare un pugno agli oggetti con molta forza. Anche senza la sua abilità, potrebbe distruggere il nucleo di un Infernale con una forza bruta.
Hinata e Hikage (ヒナタ＆ヒカゲ?)
Doppiate da: Hikaru Akao (ed. giapponese), Veronica Cuscusa (ed. italiana)
Sorelle gemelle la cui pirocinesi di terza generazione consente loro di avvolgere loro stesse in mantelli a forma di volpe. Nonostante l'aspetto, hanno una personalità maliziosa che si manifesta durante gli scontri.

## Impero di Tokyo
Raffles III (ラフルス3世?, Rafurusu San Sei)
Doppiato da: Bin Shimada (ed giapponese), Antonio Paiola (ed. italiana)
L'attuale sovrano dell'Impero di Tokyo, anche se Burns ipotizza che potrebbe essere un impostore che lavora con le Cappe Bianche.
Raffles I (ラフルス1世?, Rafurusu Ichi Sei)
Il sovrano fondatore dell'Impero di Tokyo, menzionato nelle scritture del Sacro Sol per aver usato l'Adolla Burst e Amaterasu per ricostruire la civiltà dopo il Grande Cataclisma. Ma in realtà, il suo nome completo è Raffles Smith, ed è stato assassinato da Yona in modo che l'entità assumesse la sua identità. Un Doppelgänger di Raffles appare come un gigante Infernale quando inizia il Secondo Grande Cataclisma, attaccando la città prima che Shinra lo uccida.

## Industrie di Hajima
Gureo Haijima (グレオ 灰島?, Gureo Haijima)
Doppiato da: Nobuo Tobita (ed. giapponese), Silvano Piccardi (ed. italiana)
L'attuale presidente delle Industrie di Hajima, l'entità più potente dell'Impero di Tokyo dopo la Chiesa del Sacro Sol, ha sviluppato l'Amaterasu e controlla la maggior parte dell'economia con circa il 70% della popolazione sotto il suo impiego. Un uomo accorto che non perde tempo né lascia che i suoi sentimenti offuschino il suo giudizio, è consapevole del Primo Pilastro e tuttavia fa della prosperità dell'Impero di Tokyo la sua principale priorità. Ordina a Licht di spiare la Compagnia 8 per osservare Shinra. Accetta poi di offrire il suo supporto alla Compagnia 8 dopo che gli hanno promesso di fornirgli una fonte di alimentazione alternativa per l'Amaterasu in modo che non sarebbe alimentato da un sacrificio umano. Nonostante ciò, desidera ancora studiare l'Adolla Burst sperimentando su Nataku e Shinra.
Yuichiro Kurono (優一郎 黒野?, Yuichiro Kurono)
Doppiato da: Takahiro Sakurai (ed. giapponese), Fabrizio Odetto (ed. italiana)
Ricercatore delle Industrie di Hajima il cui compito principale è testare le capacità pirocinetiche dei bambini promettenti, sebbene sia motivato principalmente dal compiere atti di bullismo verso coloro che ritiene essere più deboli di lui. È un combattente corpo a corpo molto abile, e il suo potere complessivo è dichiarato pari a quello di Benimaru. Il suo braccio inferiore destro è carbonizzato dal surriscaldamento e lo usa per creare e controllare un fumo nero che può usare per nascondersi, rilevare i movimenti degli avversari o indurirlo in armi o altri oggetti per attaccare i suoi avversari. Il suo comportamento prepotente, tendente alla follia, è tollerato dalle industrie Haijima a causa della sua efficacia.
Marionettista (人形使い?)
Doppiata da: Saori Hayami (ed. giapponese), Alice Bertocchi (ed italiana)
Dipendente delle Hajima incaricata di educare i bambini che non sanno ancora come usare le loro capacità pirocinetiche. È una pirocinetica di seconda generazione e controlla piccoli e potenti robot chiamati "Dominions".
Nataku Son (ナタク 孫?)
Doppiato da: Mutsumi Tamura (ed. giapponese), Annalisa Longo (ed. italiana)
Chiamato Tatsu (たつ?) dagli amici, è un bambino residente a Tokyo, prima che Rekka lo sottoponesse al morso di un insetto infernale che lo tramuta in un pirocineta di terza generazione in grado di accendere il braccio destro in un artiglio. Fu posto sotto la custodia delle industrie di Hajima, e tramite gli esperimenti condotti da Kurono e il trauma dal suo risveglio divenne il Sesto Pilastro. Quando le Cappe Bianche tentano di catturarlo, lo stress gli fa emettere energia radioattiva dannosa per un uomo normale e abbastanza potente da distruggere l'intero Impero di Tokyo. Una volta che si è calmato, viene rimesso sotto le cure di Haijima, e Kurono lo incoraggia a essere debole, liberandolo dagli standard impossibili posti da altri su di lui.
Oguro (小黒?)
Doppiato da: Akira Ishida (ed. giapponese), Matteo Garofalo (ed. italiana)
Un dirigente delle Hajima che viene schierato insieme a Kurono come suo responsabile, quando il primo pilastro che emerge dal mare. Nonostante la sua mancanza di poteri, è famoso per la sua rapida ascesa nei ranghi dell'azienda. Spesso viene chiamato quando i compiti esterni al laboratorio richiedono la presenza di Kurono, perché è in grado di convincere chiunque, Kurono compreso, ad accettare le sue richieste.

## Cappe Bianche
Le Cappe bianche (白頭巾?, Shiro Zukin) sono un culto sotto la guida dell'Evangelista, che si è infiltrato a lungo in ogni ramo dell'Impero di Tokyo e nel Tempio del Sacro Sole, pur essendo la causa degli attacchi infernali. Si dividono in diversi rami e creano infernali artificiali allo scopo di trovare quelli con l'Adolla Burst per raggiungere i suoi obiettivi. Ai seguaci dell'evangelista vengono forniti insetti infernali che entrano nell'ospite e li fanno fondere con un Doppelgänger, un essere del regno di Adolla che è un riflesso di come la società li vede. Il risultato crea un infernale o risveglia il potenziale dell'ospite come pirocinetico con un Adolla Burst. Mentre i Doppelgängers vengono normalmente portati nel mondo tramite la creazione di infernali attraverso le loro controparti umane, possono anche essere evocati attraverso un rituale nei loro corpi fisici, indipendentemente dal fatto che la loro controparte umana sia viva o morta. Il loro quartier generale si trova nel Nether, un'area proibita sotto l'impero di Tokyo composta da tunnel della metropolitana abbandonati dove il sole non splende mai.
L'Evangelista (伝導者?, Dendōsha)
Un misterioso immortale dalle sembianze femminili a capo delle Cappe Bianche, residente in una dimensione parallela in cui ha origine l'Adolla Burst e avendo influenzato l'umanità dall'ombra per secoli. Ha l'obiettivo di raccogliere otto umani che possiedono l'Adolla Burst per ripetere l'evento catastrofico noto come Grande Cataclisma (大 災害 ?, Daisaigai) e tramutare così la Terra in un secondo sole.
Con l'avanzare della trama si scoprirà che l'Adolla è un mondo delle idee nato dall'inconscio collettivo umano, tanto che il primo Grande Cataclisma, avvicinando la dimensione dell'Adolla al mondo reale, l'ha mutato da un mondo live-action ad uno in stile manga e che il secondo evento ha alterato ulteriormente, in maniera surreale, l'aspetto del mondo e le sue leggi (permettendo ad esempio di camminare sulle nuvole o combattere sulla Luna nonostante la mancanza di ossigeno, solo credendolo possibile).
L'Evangelista è il desiderio dell'umanità di morire, per sfuggire alla disperazione della vita, manifestato dall'Adolla. Alla fine della serie verrà espulso dal nuovo mondo, liberando il creato dalla disperazione.
Shō Kusakabe (象 日下部?)
Doppiato da: Maaya Sakamoto (ed. giapponese), Simone Lupinacci (ed. italiana)
Il capo dell'Ordine della Fiamma Cinerea (灰焔騎士団?, Kaien Kishidan), una branca guerriera delle Cappe Bianche, Shō è il fratello minore di Shinra che si presumeva fosse morto da bambino dodici anni prima. Rivela di possedere l'Adolla Burst in quanto ha causato il fuoco che ha trasformato Shinra in una terza generazione. Shō è stato rapito dai dirigenti delle Cappe Bianche e cresciuto e indottrinato dall'Evangelista per svolgere un ruolo nel suo piano. Come suo fratello, Shō ha la rara abilità dell'Adolla Link. Usando questa abilità in congiunzione con l'Evangelista, Shō è in grado di usare l'abilità di quarta generazione chiamata "Universo separato", grazie alla quale può raffreddare l'area circostante a una temperatura estremamente bassa, riducendo cosi il calore che provoca l'espansione naturale dell'universo, e facendo sì che il tempo passi più lentamente per tutti, tranne che per lui. Il principale difetto di questa tecnica è che espone il corpo di Shō al freddo estremo, e sul fatto che Shō la possegga in virtù della grazia dell'Evangelista. Una volta che perde la benedizione dell'Evangelista, non è più in grado di usarla. Alla fine sfugge al lavaggio del cervello di Haumea e inizia a cercare suo fratello, e nel frattempo, tradisce indirettamente il gruppo insieme ad Arrow. Dopo aver appreso di essere un prodotto del desiderio subconscio dell'umanità di guidare Shinra al suo scopo come eroe, Shō si allea con Shinra per opporsi alle Cappe Bianche.
Haumea (ハウメア?)
Doppiata da: Rie Kugimiya (ed. giapponese), Emanuela Pacotto (ed. italiana)
Una seguace dell'evangelista e utilizzatrice dell'Adolla Burst. È il Secondo Pilastro ad apparire. Haumea è nata con un Adolla Burst che le consente di sentire l'incoscienza collettiva dell'umanità, cosa che ha gradualmente eroso la sua sanità mentale, essendo tormentata dall'ascolto dei pensieri più oscuri delle persone. La sua abilità pirocinetica le consente di manipolare il plasma e controllare gli infernali, inoltre ha un sesto senso che le permette di percepire ciò che accade nel regno di Adolla. In quanto tale è tanto pericolosa quanto infantile e scherzosamente crudele. Dalla sua introduzione, è diventata una delle principali antagoniste della serie ed è coinvolta in molti conflitti con l'intento di eseguire la volontà del suo signore. All'inizio della Seconda Grande Catastrofe Haumea procede a sacrificare i pilastri all'Evangelista che si manifesta. Ma Shinra riesce a convincere Haumea a lasciar andare la disperazione che la guida mentre si riunisce a Charon, con cui si sposa nell'epilogo.
Arrow (アロー?, Arō)
Doppiata da: Yumi Uchiyama (ed. giapponese), Federica Simonelli (ed. italiana)
Un membro delle Cappe Bianche che normalmente serve come guardia del corpo di Shō, composta e fedele alla causa dell'organizzazione. Come pirocinetica di terza generazione, accende il braccio sinistro per creare un arco e una freccia di fiamme che combinati con la sua vista, la rendono ideale come combattente e cecchino a lungo raggio. Nonostante la sua lealtà al culto, lo lascia per seguire Shō, e si allea con la Compagnia 8 su suo ordine.
Inca Kasugatani (因果 春日谷?, Inka Kasugatani)
Doppiata da: Miyuri Shimabukuro (ed. giapponese), Laura Cherubelli (ed. italiana)
Una famigerata ladra, che salvava le persone dagli incendi in cambio dei loro oggetti di valore, Inka ha risvegliato il suo Adolla Burst quando è venuta in contatto con il Primo Pilastro, divenendo cosi il Quinto Pilastro. Ambita da entrambi i gruppi, Inka alla fine si unisce alle cappe bianche volendo per sé una vita piena di eccitazione, e accetta infine di essere sacrificata per la loro causa. Come quarta generazione, Inka può annusare la via del calore e creare esplosioni da essa, il suo Adolla Burst inoltre che le consente di stabilire un legame empatico con altri portatori dell'Adolla e prevedere quando uno di loro sta per risvegliarsi. Dopo essere stata riportata in vita dalla Shinra, Inca perde la pirocinesi e finisce per diventare una delle prime streghe nel mondo riavviato creato dalla Shinra.
Sumire (炭隷 (スミレ)?, Sumire)
Doppiata da: Hitomi Shogawa (ed. giapponese), Rossana Bassani (ed. italiana)
Un membro del Tempio del Santo Sol che ha servito l'Evangelista prima dell'inizio della serie, è il Settimo Pilastro la cui pirocinesi le consente di trasformare il calore prodotto dalle vibrazioni del riflesso muscolare in energia cinetica abbastanza potente da distruggere il metallo. Sumire era originariamente una normale donna d'affari che rimase delusa dall'umanità e divenne un pilastro per causare il grande cataclisma. Dopo aver trascorso anni alla ricerca degli altri pilastri, si presumeva che Sumire fosse morta nel rogo del convento di St. Raffles, dove condusse esperimenti su Incendiati di tipo Doppelgänger. Rende nota la sua presenza quando la Compagnia 8 salva Obi e prende il suo posto nelle Cappe Bianche mentre i preparativi per il secondo Grande Cataclisma sono completati, e offre la sua vita per il suo compimento, rifiutando in seguito di tornare fra i vivi.
Yona (ヨナ?)
Doppiato da: Yoshitsugu Matsuoka (ed. giapponese), Marcello Gobbi (ed. italiana)
Uno dei membri più anziani, nonostante il suo aspetto giovanile, infatti è un essere originario dell'Adolla che è apparso sulla Terra all'indomani del Grande Cataclisma. Inizialmente di forma umana, con l'avvicinarsi del cataclisma il suo aspetto diventa sempre più bizzarro. Un sedicente artista, la cui abilità di terza generazione gli consente di manipolare il flusso sanguigno e i capillari per alterare la struttura facciale di una persona, e ciò gli ha permesso di stabilire la Chiesa del Sacro Sol sotto le sembianze di Raffles I due secoli prima degli eventi della serie. Le abilità di Yona gli permettono anche di creare travestimenti convincenti per i suoi subordinati per provocare il caos, come accaduto durante l'incidente di Asakusa. Yona sovrintende alle fasi finali del Cataclisma mentre raggiunge il suo zenit, consumato dalle fiamme e credendo di poter finalmente tornare nell'Adolla.
Haran (ハラン?)
Doppiato da: Itaru Yamamoto (ed. giapponese), Marco Panzanaro (ed. italiana)
Membro del gruppo che fungeva da partner di Arrow prima di mangiare un insetto incendiario durante l'incidente di Asakusa, trasformandosi in un infernale di tipo demone distrutto da Benimaru.
Assault (アサルト?, Asaruto)
Doppiato da: Chikahiro Kobayashi (ed. giapponese), Davide Fazio (ed. italiana)
Un pirocineta di terza generazione che in precedenza era membro dei Macellai (屠リ人?, Hofuri Bito), ramo delle Cappe Bianche specializzato nell'omicidio, e in grado di usare la sua abilità Crimson Barrett per creare più missili di fuoco per attaccare. Viene inviato per trattare con la Compagnia 8 quando entrano nel Nether e attacca Iris e Tamaki. Dopo essere stato sconfitto da Tamaki in modo umiliante, Assault ha promesso di sconfiggerla rendendosi gradualmente conto di stare sviluppando dei sentimenti per lei.
Charon (カロン?, Karon)
Doppiato da: Hiroki Yasumoto (ed. giapponese), Francesco Rizzi (ed. italiana)
Un membro vestito di bianco che normalmente serve come guardia del corpo e partner di Haumea, un pirocinetico di seconda generazione che può assorbire e convertire l'energia cinetica in energia termica per scatenare attacchi esplosivi. Nonostante gli abusi di Haumea, si prende cura di lei come una figlia e desidera provocare un secondo Grande Cataclisma per porre fine alla sua sofferenza. Mentre Haumea procede alla causa dell'evento, Charon si sacrifica per guadagnare tempo sovraccaricando il suo corpo con numerosi colpi, per poi lanciare un attacco devastante finale alla Compagnia 8. Tuttavia, Shinra usa i suoi poteri di Shinrabashoman per resuscitare Charon, così da poterlo aiutare a raggiungere Haumea.
Ritsu (リツ?)
Doppiata da: Rumi Ōkubo (ed. giapponese), Martina Tamburello (ed. italiana)
Giovane donna che svolge la funzione di guardia dal corpo di Inca e leader dell'Ordine del Fumo Purpureo (紫煙騎士団?, Shien Kishidan), una branca guerriera delle Cappe Bianche. Possiede il potere di manipolare i resti delle persone morte per combustione attraverso la sua abilità Necro Pyro, permettendole di rianimare gli Infernali come suo esercito personale. Quelli uccisi da questi Infernali possono anche essere rianimati e usati come i suoi burattini. Ritsu aiuta nelle fasi finali del cataclisma mentre questi raggiunge il suo zenit e viene consumata dalle fiamme risultanti.
Orochi (オロチ?, Orochi)
Doppiata da: Shizuka Itō (ed. giapponese), Debora Magnaghi (ed. italiana)
Il primo membro dell'Ordine del Fumo Viola ad apparire, mentre attacca il gruppo di Hajiki durante l’assalto della seconda e ottava brigata al Nether. La sua abilità di terza generazione, "Medusa Whip", le permette di creare una frusta di fiamme che può usare sia in attacco che in difesa. Viene uccisa da Juggernaut.
Iron (アイアン?, Aian)
Doppiato da: Yasuhiro Mamiya (ed. giapponese), Pietro Ubaldi (ed. italiana)
Membro dell'Ordine del Fumo Viola dotato di un fisico scultoreo e di notevoli dimensioni. É un pirocineta di Terza Generazione il cui potere gli consente di riscaldare o raffreddare il suo corpo a suo piacimento, diventando forte come l'acciaio, ma non può fare lo stesso per le sue articolazioni.
Gold (ゴルド?, Gorudo)
Doppiata da: Yōko Hikasa (ed. giapponese), Gea Riva (ed. italiana)
Pirocineta di terza generazione facente parte dei macellai. Usando la sua abilità di terza generazione, è in grado di rendere magnetico il suo braccio destro dorato tramite il surriscaldamento. Ciò le consente di far levitare e controllare oggetti fatti di metalli magnetici come il ferro.
Dragon (ドラゴン?, Doragon)
Doppiato da: Masaki Aizawa (ed. giapponese), Luca Graziani (ed. italiana)
Pirocineta di terza generazione, membro dei macellai, di cui è l'esponente più forte, tanto da poter resistere alla spada Excalibur di Arthur alla massima potenza, e lo stesso Benimaru esprime dubbi sul fatto di poterlo sconfiggere. È tra i membri più anziani delle Cappe Bianche, essendo stato reclutato da Faerie mentre vagava per il Medio Oriente in seguito al primo Grande Cataclisma. Si riferisce a se stesso come un drago piuttosto che come un umano, e possiede la capacità di creare armature che assumono una forma simile a un drago simile a un Demone Infernale in apparenza. Dragon ha sviluppato un interesse per Arthur dopo che i due si sono affrontati in battaglia. Dopo l'inizio del secondo Grande Catcalisma, lui e Arthur si impegnano in una battaglia finale sulla luna che provoca la sua morte mentre contemporaneamente sperimenta la speranza per la prima volta nella sua vita.
Faerie (フェアリー?, Fearī)
Doppiato da: Yuko Sanpei (ed. giapponese), Fabio Simoni (ed. italiana)
Un pirocinetico di terza generazione membro della Forza Specialista di Esecuzione del Grande Cataclisma, branca delle Cappe Bianche il cui scopo è garantire che il piano di trasformare il mondo in una stella proceda come previsto e che tutte le possibili interruzioni siano prese in considerazione. Faerie può usare il suo Adolla Burst per applicare calore agli atomi e aumentare la loro massa, permettendogli di manipolare la gravità per far galleggiare se stesso o gli altri. È anche in grado di creare illusioni. Quando Arthur riesce a uccidere Dragon e ad interrompe il Grande Cataclisma, i fratelli Kusakabe gli impediscono di trascinare la luna nell'orbita terrestre. Faerie quindi sacrifica se stesso e i suoi seguaci per evocare i Doppelgänger dei più forti membri della Fire Force in una mossa finale per assicurarsi che il cataclisma riprenda.
Amaterasu (一柱目?, Amaterasu)
Doppiata da: Mao Ichmichi, (ed. giapponese), Giulia Maniglio (ed. italiana)
Una ragazza misteriosa che risiede nel profondo del reattore di Amaterasu. Possiede l'Adolla Burst ed è il Primo Pilastro. È una sopravvissuta al Grande Cataclisma che Yona ha trovato e sigillato in un contenitore per riavviare la civiltà. Come risultato del suo isolamento, mostra un odio intenso nei confronti dell'umanità, essendo costretta a essere usata come fonte di energia. Ha una somiglianza con Iris, che in seguito si rivelerà essere il suo Doppelgänger.

## Penisola cinese
La penisola cinese si trova a ovest di Tokyo e contiene fragili terre asciutte. Per duecentocinquanta anni dopo il Grande Disastro, gli Infernali hanno vagato per le aree della penisola.
Donna in nero (黒の女?, Kuro no Onna)
Doppiata da: Atsumi Tanezaki (ed. giapponese), Cristiana Rossi (ed. italiana)
Una donna misteriosa che ha acquisito l'"Adolla Burst" duecentocinquanta anni prima degli eventi della serie quando è stata morsa da un insetto infernale dell'Evangelista, essendo una pirocinetica di terza generazione le cui fiamme possono garantire agli animali sia sapienza che immortalità. Arrivando nella penisola dopo il grande disastro, fornì agli animali il Tabernacolo (御神体?, Goshintai) per rendere l'Oasi abitabile dopo esservi entrata per servire come fonte di energia. Comunicando con Shinra tramite l'Adolla Link per proteggere l'Oasi da Tempeh, gli diede una seconda protezione divina e in seguito rivelò la sua storia e il suo rapporto con l'Evangelista.
Scop (ス コ ッ プ?, Sukoppu)
Doppiato da: Kentarō Itō (ed. giapponese), Francesco Mei (ed. italiana)
Una talpa parlante che era tra gli animali a cui è stata concessa sapienza e immortalità dalla Donna in nero
Yata ( ヤ ー タ ?, Yaata)
Doppiato da: Shō Hayami (ed. giapponese), Mario Zucca (ed. italiana)
Un corvo parlante che era tra gli animali a cui è stata concessa sapienza e immortalità dalla Donna in nero
Tempeh (テ ン ペ?, Tenpe)
Doppiato da: Hideyuki Hori (ed. giapponese), Marco Pagani (ed. italiana)
Sopravvissuto al Grande Cataclisma in cui perse tutto, Tempeh incontrò l'Evangelista e divenne un Infernale pur mantenendo la sua coscienza. Ma i secoli di dolore senza fine lo hanno fatto impazzire e quindi è stato consumato dal desiderio di morire ad ogni costo, ottenendo un seguito in altri infernali senzienti ai quali ha ordinato di raccogliere tavolette di pietra per distruggere il Tabernacolo e liberare le loro anime con l'esplosione seguente. Ma l'apparizione della Fire Force provoca la sua morte mentre combatte Shinra.

## Altri personaggi
Joker (ジョーカー?, Jōkā)
Doppiato da: Kenjirō Tsuda (ed. giapponese), Claudio Moneta (ed. italiana)
Un criminale ricercato che è stato addestrato come membro degli assassini della Chiesa del Sacro Sol in giovane età e nominato come "52". Fu posto sotto Leonard Burns mentre l'incontro con un Infernale fece sì che loro sperimentassero un Adolla Link, perdendo l'occhio sinistro mentre acquisiva interesse a scoprire la verità del mondo nascosto dall'Impero di Tokyo, quindi fuggì dall'organizzazione e formò un'alleanza con Victor Licht. Joker ha espresso interesse per Shinra sin dal loro primo incontro, fornendogli informazioni sulla tragedia della sua famiglia e assistendo la Compagnia 8 a volte. La sua abilità di terza generazione gli consente di creare varie forme di fuoco sotto forma di lettere, semi di carte o proiettili a forma di carte da gioco che possono tagliare un cappotto infiammabile o esplodere con grande forza.
Shinmon Hibachi (新門 火鉢?)
Hibachi è l'ex capo dei vigili del fuoco di Asakusa e padre adottivo di Benimaru, deceduto ma resuscitato come infernale durante il Grande Cataclisma. Essendo un pirocinetico di terza generazione, usava le sue fiamme accese insieme al suo stile di combattimento unico, che aveva creato, padroneggiato e poi trasmesso a Benimaru.
Mari Kusakabe (マリ 日下部?)
Doppiata da: Ayako Kawasumi (ed. giapponese), Chiara Francese (ed. italiana)
Mari è la madre di Shinra e Sho, entrambi nati da nascite partenogenetiche che il Sacro Sol aveva occultato. Mari finisce per essere trasformata in un Demone Infernale quando Sho risveglia il suo Adolla Burst, accecandosi dopo aver guardato l'Evangelista. In seguito, viene dichiarata morta. Mari appare in seguito per aiutare Shinra contro l'Evangelista e Haumea, rivelandosi il doppelgänger dell'Evangelista come incarnazione della speranza in forma fisica.